# پادشاه فتح
پادشاه فتح شعر بلندی از نیما یوشیج است. 

1 درتمام طول شب،

2 کاین سیاهِ سالخورد انبوه دندان‌هاش می‌ریزد،

3 وزدرون تیرگی‌های مزّور،

4 سایه‌های قبرهای مردگان و خانه‌های زندگان در هم می‌آمیزد،

5 وآن جهان‌افسا، نهفته درفسون خود،

6 ازپی خواب درون تو،

7 می‌دهد تحویل ازگوش توخواب تو به چشم تو،

8 پادشاه فتح برتختش لمیده ست.

9 بس شبِ دوشین بر او سنگین و بزم‌آشوب بگذشته،

10 لحظه‌ای چند استراحت را،

11 مست بر جا آرمیده ست.

12 درغبارآلود دود خاطرش اما،

13 (لیک چون در پیکر خاکستری آتش)

14 چشم می‌بندد به خواب نقشه‌ها دلکش

15 و اوست دراندیشۀ دور و درازش غرق.

16 از زمانی کز ره دیوارها فرتوت

17 (که به زیر سایۀ آن رقص حیرانی غلامان راست)

18 روی پاره پاشنه‌هاشان

19 پای خامش بر سِر ره می‌گذارند

20 تا مبادا خواب خوش گردد

21 از جهان‌خواری در این هنگامه بشکسته

22 و نهاد تیرگی، زیور گرفته از نهاد او،

23 برسریر حکمرانی چون خیال مرگ بنشسته،

24 وز نهفت رخنه‌های خانه‌هاشان، وای‌شان از زور شادی‌شان

25 بر دل رنجور مردم تازیانه است،

26 و خیال هر طرفداری بهانه ست،

27 تا زمان کاوای طنّاز خروس خانۀ همسایه‌ام مسکین،

28 می‎‌شکافد خانه‌های رخنه‌های هر نهفت قیل و قالی را،

29 وز نهان ره پاسباناِن شب دیرین،

30 سوت شب را، چون نفیر کارفرمایان،

31 در عروق رفته از خون شب دیرین می‌اندازند،

32 یا به‌آرامی گرفته جا،

33 شکل تابوتی به روی دوش‌های لاغر و عریان

34 از بر این خاک‌اندود غبارآلود

35 یا صدای وای خِیل خستگان می‌آکند از دور

36 نغمه‌های هول را در گوش شب‌گردان

37 وز پی آنکه مباد از گل نثاری

38 باغ در می‌بندد و دیوار،

39 در همه این لحظه‌های از پس هم رفتۀ ویران

40 (ازبن ویرانه‌اش امیدهای ماندگان مدفون

41 وز برِ آن بزم‌های سرکشان بر پا)

42 با تکاپوی خیالش گرم درشور نهان است او.

43 در دلاویز سرای سینه‌اش برپاست غوغاها

44 زآمد و رفت هزاران دست‌درکاران

45 می‌گشاید چشم.

46 چشم دیگر روزگاری است.

47 لب می‌انگیزد به خندیدن،

48 با دهانِ خندۀ او انفجاری است.

49 ز انفجار خندۀ امّیدزایش

50 سرد می‌آید (چنان چون ناروا امیّد بدجویی)

51 هر بدانگیز انفجاری که از آن طفلان در اندیشه‌اند

52 گرم می‌آید اجاق سرد.

53 اندرین گرمی و سردی، عمر شب کوتاه

54 آن‌چنان کز چشمۀ خورشید

55 آمدگانی هراسانند

56 رفتگانی باز می‌گردند.

57 در همان لحظه که ره بر روی سیل دشمنان بسته

58 و گشاد سیلشان، چون جوی کوری

59 با نهاد ظلمت رو درگریزاز صبح

60 در درون ظلمت مقهور می‌تازد

61 و صداهای غلاده‌های گردن‌های محرومان

62 (چون صدا پرداز پاهاشان به زنجیر)

63 رقص لغزان شکستن را می‌آغازد

64 اوست با اندیشه‌اش بسته

65 وندر آرام سرای شهرِ نوتعمیر خود پویا،

66 از نگاه زیر چشم خود

67 با تواین حرف دگر هر لحظه می‌گوید:

68 «بیهده خواب پریشان طفل ره را می‌کند بیدار

69 «وز نگاه ناشکیبایش

70 «می‌افزاید بر درازی راه

71 «من که دراین داستان نقطه‌گذار نازک‌اندیشم

72 «فاصله‌های خطوط سر بهم آوردۀ آن را

73 «خوب از هم می‌دهم تشخیص، می‌دانم

74 «که کدامین خام را خسته است دل در این شب تاریک

75 «یا کدامین پای می‌لرزد به روی جاده‌ی باریک.

76 «همچو خاری کزره پیکر، برون آور،

77 «از ره گوش خود، ای معصوم من،

78 «هر خبر را که شنیدی وحشت‌افزای

79 «با هوای گرم‌استاده نشاِن روز بارانی است

80 «چون می‌اندیشد هدف را مرد صیّاد

81 «خامشی می‌آورد در کار

82 «همچنین درگیرد آتش از نهفت، آنگه زبان در شعله آراید.

83 «بر عبث خاطر میازار

84 «باش در راه چنین خاطرنگهدار

85 «نیست کاری کاو اثر برجای نگذارد

86 «گرچه دشمن صد در او تمهید‌ها دارد

87 «زندگانی نیست میدانی

88 «جز برای آزمایش‌ها که می‌باشد

89 «هر خطای رفته نوبت با صوابی دارد از دنبال

90 «مایۀ دیگر خطا ناکردن مرد

91 «هست از راه خطاها کردن مرد

92 «وان به کارآمد که او در کار

93 «می‌کند روزی خطا ناچار.

94 «نکته این است و به ما گفته‌اند ، لکن این نمی‌دانند

95 «آن بخیلان تعزیت‌پایان

96 «صحنۀ تشویش شب را دوزخ‌آرایان

97 «و به مسمار صدای هیچ نیرویی

98 «گوش نگشاید از آنان لیک.

99 «بی پی و بُن بَرشده دیوار بدجویان

100 «روی در سوی خرابی است

101 «بر هر آن اندازه کاو بر حجم افزاید

102 «و به بالاتر ز روی حرص بگراید

103 «گشته با روی خرابش بیشتر نزدیک

104 «وین نمی‌دانند آنان، آن گروه زنده در صورت

105 «چون معمّاشان به پیش چشم هر آسان

106 «کاندرین پیچنده‌ ره لغزان،

107 «سازگاری کردن دشمن،

108 «همچنان ناسازگاری‌ها که او دارد، تشنج‌های مرگ اوست

109 «وبه مسمار صدای هیچ نیرویی

110 «گوش نگشایند و نگشوده‌اند، لکن...»

111 پادشاه فتح در آن دم که بر تختش لمیده است

112 بر بد وخوب تو دارد دست،

113 از درون پرده می‌بیند

114 آنچه با اندیشه‌های ما نیاید راست،

115 یا ندارد جای دراندیشه‌های ناتوان ما

116 وز برون پرده می‌یابد،

117 نیروی بیداری‌ای را پای بگرفته

118 که از آن خواب فلاکت‌زای روزان پریشانی هلاک است.

119 در تمام طول شب

120 که درآن ساعت‌شماری‌ها زمان راست

121 و به تاریکی درون جاده تصویرهای بر غلط در چشم می‌بندد

122 وز درون حبس‌گاهش تیره و تاریک

123 صبح دلکش را خروس خانه می‌خواند

124 وین خبر در این سرای ریخته هر بندش از بندش ز هر گوشه

125 می‌دهد گوش کسان را هر زمان توشه

126 و به هم نومید می‌گویند:

127 پادشاه فتح مرده است

128 تن جداری سرد اورا می نماید

129 استخوان درزیر رنگ پوست

130 نقشۀ مرگ تنش را می‌گشاید،

131 اوست زنده! زندگی با اوست!

132 زاوست، گر آغاز می‌گردد جهان را رستگاری

133 هم از او، پایان بیابد گر زمان‌های اسارت

134 او بهار دلگشای روزهایی هست دیگرگون

135 از بهار جانفزای روزهایی خالی از افسون.

136 در چنین وحشت‌نما پائیز

137 کارغوان ازبیم هرگز گل نیاوردن

138 در فراق رفتۀ امیدهایش خسته می‌ماند،

139 می‌شکافد او بهار خندۀ امّید را زامّید

140 واندر او گل می‌دواند.

141 او گشایش را قطار روزهای تازه می‌بندد

142 این شبان کورباطن را

143 که ز دل‌ها نور خورده

144 روشنانش را زبس گمگشتگی گویی دهان گور برده،

145 بگذارانیده زپیش چشم نازک‌بین.

146 دیده‌بانی می‌کند با هر نگاه از گوشه‌اش پنهان

147 برهمه این‌ها که می‌بیند.

148 وز همه این‌ها که می‌بیند،

149 پوسخند با وقارش پرتمسخر می‌دود لرزان به زیرلب

150 زین خبرها، آمده از کاستن‌هایی که دارد شب،

151 بر دهان کار سازانش که می‌گویند:

152 پادشاه فتح مرده است،

153 خنده‌اش بر لب

154 آرزوی خسته‌اش در دل

155 چون گل بی‌آب کافسرده است.

156 می‌گشاید تلخ،

157 شاد می‌ماند،

158 در گشاد سایۀ اندوه این دیوار،

159 مست از دلشادی بیمر،

160 خاطرش آزاد می‌ماند.

161 در تمام طول شب، آری،

162 کزشکاف تیرگی‌های به جا مانده گریزان‌اند

163 سرگران کارآوران شب،

164 وز دل محراب قندیل فسرده می‌شود خاموش،

165 وین خبر چون مرده‌خونی کز عروق مرده بگشاید

166 می‌دمد درعرق‌های ناتوان ناتوانان،

167 و به ره آبستن هولی است بیهوده!

168 و آن جهان‌افسا نهفته درفسون خود

169 از پی خواب درون تو

170 می‌دهد تحویل ازگوش تو خواب تو به چشم تو

171 وز ره چشمان به خون تو.

## زمینه
نیما یوشیج (۱۲۷۶–۱۳۳۸) شاعر معاصر ایرانی و بنیان‌گذار شعر نوی فارسی است. او با شعر «افسانه» (۱۳۰۱) نوعی جهان‌بینی نو را به ادبیات فارسی و حتی فرهنگ ایرانی وارد ساخت که تا پیش از آن سابقه نداشت. با این حال، عملاً با شعر «ققنوس» (۱۳۱۶)، شعر نوی فارسی متولد شد، زیرا اولین بار در این شعر، مدلولی جدید با دالی جدید پیوند خورد و پدیده‌ای نو شکل گرفت. نیما نخستین آثار خود را در اواخر دوران مشروطه و سال‌های آغازین حکومت رضاشاه سرود یا منتشر کرد. از سال ۱۳۰۶ تا ۱۳۱۵ هیچ شعری از او منتشر نشد تا اینکه در سال ۱۳۱۶ سرایش و چاپ آثارش را از سر گرفت و شعر مهم «ققنوس» را خلق کرد. از ۱۳۱۶ تا ۱۳۲۷، نیما انواع قالب‌های شعری را آزمود. او در دورهٔ پایانی عمرش، یعنی از ۱۳۲۸ تا ۱۳۳۷، عمدتاً به سرایش و چاپ اشعار آزاد یا نیمایی پرداخت.
جلال آل‌احمد در مقالهٔ «پیرمرد چشم ما بود» راجع به این شعر می‌نویسد:
[...] با پیرمرد اول سلام و علیکی میکردم -به معرفی احسان طبری- و بعد کم‌کم جسارتی یافتم و از «پادشاه فتح» قسمت‌هایی را زدم که طبری هم موافق بود و چاپش که کردیم بدجوری قرقر پیرمرد درآمد؛ ولی همانچه از «پادشاه فتح» درآمد حسابی باعث دردسر شد. نخستین منظومهٔ نسبته بلند و پیچیده‌اش بود و آقا معلم‌های حزبی -که سال دیگر باید همکارشان میشدم- نمی‌فهمیدند «در تمام طول شب، کاین سیاه سالخورد-انبوه دندانهاش میریزد.» یعنی «وقتی ستاره‌ها یک‌یک از روشنایی افتادند.» و این بود که مرا دوره کردند که چرا؟ و آخر ما را معلم ادبیات میگویند و ازین حرفها… عاقبت جلسه کردیم و در سه نشست -پس از حرف و سخن‌های فراوان- حالی همدیگر کردیم که شعر نیما را فقط باید درست خواند و برای اینکار نقطه‌گذاری جدید او را باید رعایت کرد و دانست که چه جوری افاعیل عروضی را می‌شکند و تقارن مصرع‌ها را ندیده می‌گیرد [...] و اینجا اذعان می‌کنم که اگر دست و پای «پادشاه فتح» و «ناقوس» را شکسته‌ام بقصد این بوده است که گزک تازه‌ای بدست ولنگاری معاندان نداده باشم.

## محتوا
این شعر در فضای شب شروع می‌شود و جامعهٔ شب‌زده و ستم‌دیده‌ای را وصف می‌کند که افرادش در صورت محقق کردن اراده و عمل می‌توانند به مطالباتشان برسند و عمر شب را کوتاه کنند.
در این شعر، نیما فتح و پیروزی را به‌صورت پادشاه به تصویر کشیده و در مقابل هیولای مرگ‌اندیشی چون جهان‌خوار، شخصیت مقابلش را همچون پادشاهی قدرتمند مجسم ساخته‌است.

## نقد
برخی ادب‌پژوهان به دشواری این شعر اشاره کرده‌اند. جلال آل‌احمد در مقالهٔ «مشکل نیما» می‌نویسد:
دیگر ازینگونه اشعار اجتماعی او «امید پلید» و «پادشاه فتح» و «ناقوس» و «شهر صبح» را باید نامبرد که خواننده در پیچیدگی‌ها و سرگشتگی‌های تعبیرات آن گم می‌شود. [...] در زبان شعری نیما و بخصوص در آثار متأخر او کمتر بوصف ساده، رئالیست و سرراستی بر میخوریم. وصف اشعار او که بیشتر نیز وصف حالات درونی است پیچیدگی‌هائی دارد که برای فهم آن دقت بیشتری لازم است. بیان یک حالت، یک صحنه، یک واقعه در زبان او تعقیدهائی مییابد که رویهم رفته در اشعار کوتاه او پخته، دلنشین و زیبا است و بر عکس در اشعار بلندتر او مثل «ناقوس» یا «پادشاه فتح» بصورت کلاف سردرگمی در میآید که آمیخته است با تطویل و پیچیدگی‌های مخل.
زهره هاشمی به بررسی نگاشت‌های استعاریِ «پادشاه فتح» در چارچوب نظریهٔ استعارهٔ مفهومی پرداخته‌است و شعر را از اشعار تمثیلی و موفقِ نیما می‌داند که شاعر در آن به‌صورت داستانی، حکایتِ امیدواری در میان خفقان و سرکوب را روایت می‌کند.